# Первомайка (Степногорская городская администрация)
Первомайка (каз. Первомайка) — упразднённое село в Акмолинской области Казахстана. Ликвидировано в 2007 году. Входило в состав Степногорской городской администрации, в Карабулакский сельский округ.

## Население
В 1999 году население села составляло 51 человек (27 мужчин и 21 женщина).